# Вучијак (планина)
Вучијак је ниска планина и истоимена област у посавском побрђу која се налази сјеверно од Добоја и сјеверозападно од Модриче, односно Требаве. Налази се у Републици Српској, Босна и Херцеговина.

## Географија
Подручје Вучијака се на исток простире сјеверно од Добоја током ријеке Босне узводно до њеног ушћа у ријеку Саву. Сјеверна граница подручја је ријека Сава од ушћа ријеке Босне до Брода. Западна граница подручја се грубо узрто простире трасом пута Добој—Дервента—Брод. Сачињена је од флишних стијена.

## Историја
У историјским изворима ово се подручје помиње везано за поп Јовичину буну 1834. године. На планини се 1992. године одиграла „Битка за пут живота и спаса” која је дио операције Коридор. У овој бици је погинуло 142 припадника Вучијачке бригаде Војске Републике Српске и 47 војника Југословенске народне армије. Са ове планине потичe познати четнички војвода и командант гарде Никола Калабић.

## Култура
На коти Липа на Вучијаку налази се спомен-храм Српске православне цркве посвећен
Светом Јовану Владимиру. Овде се традицонално одржавају „Дани Липе на Вучијаку” у знак сјећања на „Битку за пут живота и спаса” и борце који су ту погинули.